# Films Gilles Carle
Films Gilles Carle est une société de production cinématographique fondée en 1975 par Gilles Carle. Les initiales de l'entreprise, FGC, ont été adoptées en 2005 pour une maison de disques et de gérance qui gère déjà Chloé Sainte-Marie. (voir Disques FGC)

## Films produits par Films Gilles Carle
- 1981 : Les Plouffe
- 1982 : Les Plouffe 2

## Séries télévisées produites par Films Gilles Carle
- 1987-1990: Cinéma, cinéma
- 1992-1996: Taquinons la planète !